# Elachertus cardiospermi
Elachertus cardiospermi is een vliesvleugelig insect uit de familie Eulophidae. De wetenschappelijke naam is voor het eerst geldig gepubliceerd in 1911 door Schrottky.